# آدم عبد الله نور
آدم عبد الله نور (غبيو) (بالصومالية: Aadan Cabdulaahi Nuur) سياسي وقائد عسكري صومالي في القوات المسلحة الصومالية، شغل منصب وزير الدفاع في عهد الرئيس سياد بري في الفترة ما بين 1986 إلى 1988.

## نشأته
ولد آدم عبد الله نور في مادو جاشي شمال شرق كينيا، انضم إلى بنادقة الملك الأفريقية عام 1947 وتلقى تدريبات عسكرية في جينجا العاصمة الثانية لأوغندا، وبعد إكماله التدريبات العسكرية نُقل إلى جيجيجا عاصمةالمنطقة الصومالية إثيوبيا.
بعد إنهائه واجباته العسكرية في جيجيجا، أُرسل إلى كيسمايو ليتم إعادته بعدها إلى كينيا عندما سلم البريطانيون الإقليم إلى إيطاليا.
انضم غبيو إلى القوات البريطانية التي تم إرسالها للقتال في كوريا حتى عام 1952، وسبق له أن قاتل في الطوارئ المالاوية. في عام 1952 تم إرساله إلى بريطانيا ضمن القوات الأفريقية التي أُرسلت إلى بريطانيا لحضور حفل تتويج الملكة إليزابيث الثانية.

## حياته المهنية
في عام 1963 عُين غبيو قائدا لفصيلة في الجيش الكيني الجديد، لكنه جُرّد من رتبته العسكرية لاحقا ما أجبره على ترك الجيش في عام 1970، وشق طريقه إلى دار السلام بتنزانيا حيث نقلته السفارة الصومالية إلى مقديشو. ابتعثته الحكومة الصومالية إلى الاتحاد السوفيتي لتلقي تدريبات عسكرية لمدة أربع سنوات. بعدها عُين رئيسًا لمركز شرطة افتُتح في العاصمة مقديشو وعين لاحقًا رئيسًا لمركز التدريب العسكري في حلني في عام 1976، ورقي إلى رتبة عقيد في نفس العام. 
عُين الجنرال آدم غبيو وزيراً للدفاع في عهد سياد بري. إلا أنه ونتيجة لخلاف بينه وبين بري اعتُقل عام 1988. 

### الحركة الوطنية الصومالية (SPM)
تشكلت الحركة الوطنية الصومالية في عام 1985 نتيجة للانشقاق في الجبهة الديمقراطية للإنقاذ الصومالي على يد منشقين عسكريين ينحدرون من منطقة أوغادين. في عام 1988 طالبت الحركة الوطنية الصومالية بالإفراج عن الجنرال غابيو كما شجعوا الضباط من عشيرة أوغادين على الاستقالة، واستجاب العقيد أحمد عمر جيس بتقديم استقالته، وكانت إقالة غبيو من عوامل اندلاع الحرب الأهلية الصومالية.  في مارس 1989 تمرد جنود أوغادين في كيسمايو، واستمر القتال حتى قمعت القوات الحكومية التمرد في يوليو.

### الحرب الأهلية
في يناير 1991 أطيح بحكومة سياد بري في مقديشو من قبل الكونغرس الصومالي الموحد يهيمن عليه الهوية. في فبراير 1991 اندلع القتال بين الكونغرس الصومالي الموحد و الحركة الوطنية الصومالية في أفغوي، وأُجبرت الأخيرة بعد هزيمتها على الفرار جنوبًا إلى كيسمايو، حيث انضموا إلى مليشيات دارود التي فرت من مقديشو. في أبريل من نفس العام ، فقدت الحركة الوطنية الصومالية السيطرة على مدينة كيسمايو الساحلية واستولى الكونغرس الصومالي الموحد على كيسمايو في نهاية الشهر.
أُطلق سراح غبيو من السجن عندما اجتاح الكونغرس الصومالي الموحد العاصمة. وبعد هزيمة الحركة الوطنية الصومالية SPM أعادت فصائل دارود بما في ذلك الحركة الوطنية الصومالية SPM والجبهة الديمقراطية الخلاصية SSDF و الحركة الوطنية الصومالية SNF تجميع صفوفها تحت راية الحركة الوطنية الصومالية SPM. تم تعيين غبيو رئيسًا جديدًا للتحالف، خلفًا للعقيد بلقو وعُين جيس قائدا عسكريا للتحالف، كما تم تكليف الجنرال مورغان بمهمة الشرطة، و استعاد تحالف SPM كيسمايو وبراوي في يونيو 1991.
بعد هزيمتهم أعادت فصائل دارود ومن ضمنها SPM (أوغادين) و SSDF ( هرتي ) و SNF ( مريحان ) تجميع صفوفها تحت راية SPM، وتناست الفصائل صراعاتها الداخلية في مواجهة عيديد الذي أعلن عزمه على إبادة دارود، وتم تعيين غبيو رئيسًا جديدًا لتحالف SPM، وجيس قائدا عسكريا، كما تم تكليف الجنرال مورغان (صهر ماجيرتين وصهر بري) بمهمة الشرطة، وأدى انتخاب جابيو رئيسًا إلى حدوث خلاف بين غبيو وجيس.
في يونيو 1991 استعاد تحالف SPM كيسمايو وبراوي، لكنها هُزمت في محاولتها للسيطرة على مقديشو من قبل المؤتمر الصومالي الموحد، في ديسمبر 1991 وأثناء إعادة انتخاب رئيس الحركة الشعبية SPM وحد غبيو ومورغان قواتهما لطرد قوات جيس من كيسمايو وبراوي. ما أدى إلى تشكيل جيس تحالفا مع عيديد، في تحاف أسموه جيش التحرير الصومالي (SLA)، وتمكنت قواتهم المشتركة من إخراج غبيو ومورغان من كيسمايو وفي أبريل 1992 أجبروا بري للفرار إلى كينيا. بعد هذا الانتصار شكّل عيديد وجيس التحالف الوطني الصومالي (SNA).

### مؤتمر القاهرة للسلام
شارك الجنرال غبيو ضمن 25 مندوبًا في مؤتمر القاهرة للسلام عام 1998. وانسحب العقيد عبد الله يوسف أحمد وغبيو من محادثات القاهرة وأعلنا فيما بعد رفضهما لإعلان القاهرة، وكثيرا ما أشار غبيو بإصبع الاتهام إلى حسين عيديد نجل عيديد الذي خلف والده في المنصب بعد مقتله في معركة بينه وبين علي مهدي، كما اتهم الحكومة المصرية على التحريض على العنف في كيسمايو، إلا أن السلطات المصرية وعيديد نفوا ذلك. 
ينتمي كل من الجنرال مورغان وغبيو إلى عشيرة دارود التي شعرت بالتهميش بسبب الهيمنة السياسية للهوية بسبب الشرعية التي منحها إعلان القاهرة لـ حسين فارح عيديد وعلي مهدي محمد . وفشل إعلان القاهرة في وقت لاحق بعد أن فشل الموقعون في نزع السلاح. 
في عام 2000 كان غبيو من بين العديد من بين القادة الذين طالبوا بإنشاء نظام فيدرالي في الصومال. 

## وفاته
في 5 يونيو 2002 توفي الجنرال آدم غبيو في مستشفى بنيروبي بعد إصابته بسكتة دماغية، وكان من بين من أعلنوا ترشحهم للرئاسة في الحكومة الاتحادية الانتقالية.  